# Moestika dari Djemar
Moestika dari Djemar (Perfected Spelling: Mustika dari Djemar) è un film del 1941 in bianco e nero diretto da Jo An Djan. Realizzato nelle Indie orientali olandesi, venne prodotto da  Jo Kim Tjan per la sua Populair's Film ed interpretato da Dhalia, Rd Mochtar, Rd Kosasie, Eddy T Effendi e da Djoeriah (al suo debutto al Cinema a soli nove anni).
La pellicola, la seconda prodotta dallo studio (fondato l'anno prima e che aveva già fatto uscire Garoeda Mas), venne realizzata per seguire il successo di Ratna Moetoe Manikam di Sutan Usman Karim, finanziata dalla Java Industrial Film di The Teng Chun. Entrambe infatti sono trasposizioni di un racconto diverso da Le mille e una notte. In contemporanea la Tan's Film stava lavorando a due ulteriori riduzioni cinematografiche della stessa materia letteraria, ovverosia Aladin e Koeda Sembrani, ma nessuna delle due venne completata a causa dell'occupazione giapponese del marzo 1942. Come tutti i lungometraggi prodotti in quel periodo nelle Indie, è ora considerata perduta.

## Distribuzione
Si registrano proiezioni a Cirebon di Moestika dari Djemar fin dall'8 gennaio 1942 e a febbraio esso veniva visto a Surabaya, nel Giava orientale; destinato ad un pubblico di ogni età, venne pubblicizzato come un film con «costumi brillanti - misticismo - avventura e romanticismo».

## Conservazione
Si ritiene che il lungometraggio sia ora perduto, dato che tutti i film dell'epoca erano stati girati su pellicole di nitrato di cellulosa infiammabili e che il magazzino della Produksi Film Negara, dove erano conservati, venne distrutto da un incendio nel 1952, appiccato forse deliberatamente per eliminare le bobine in nitrato. Di fatto l'antropologo visuale statunitense Karl G. Heider suggerì che ogni opera cinematografica indonesiana realizzata prima degli anni Cinquanta sia ormai da considerare irrecuperabile. Tuttavia, lo storico del cinema JB Kristanto, nel suo Katalog Film Indonesia 1926-1995, riporta che diverse opere sopravvissero negli archivi della Sinematek Indonesia e il collega Misbach Yusa Biran aggiunge, scrivendo nel suo saggio Sejarah Film 1900–1950: Bikin Film di Jawa del 2009, che a salvarsi furono numerosi film di propaganda giapponesi, sfuggiti al Servizio informazioni del governo olandese.